# Сербин, Виктор Иванович
Виктор Иванович Сербин — первый заместитель директора — главный конструктор ГП «Красная звезда» (Москва), доктор технических наук, профессор, лауреат Государственной премии СССР.
Родился 16 января 1935 г. в Подольске.
Окончил физический факультет МГУ (1959). Работал в ОКБ-670 МАП.
С 1960-х годов участвовал в работах по созданию термоэмиссионной ядерной энергетической установки «Тополь» (заместитель главного конструктора).
С 1972 года главный конструктор НПО (с 1992 года ГП) «Красная звезда», позже одновременно — первый заместитель директора (занимал эти должности до 1999 года).
Руководил разработкой ЯЭУ «Енисей» («Топаз-2») и других изделий космической энергетики.
Доктор технических наук, профессор.
Лауреат Государственной премии СССР (1972). Награжден двумя орденами Трудового Красного Знамени.
Семья: жена, дочь.

## Сочинения
- Андреев П. В., Грязнов Г. М., Жаботинский Е. Е., Зарицкий Г. А., Никонов А. М., Сербин В. И. Принципы построения и основные характеристики космических термоэмиссионных ЯЭУ с тепловым реактором длительного ресурса // Атомная энергия. Том 70, вып. 4. — 1991. — С. 217—220.